# Кэмпбелл, Даниэль
Даниэль Мари Кэмпбелл (англ. Danielle Marie Campbell; род. 30 января 1995 года) — американская актриса, наиболее известная по оригинальным диснеевским фильмам «Звёздная болезнь» и «Выпускной» и телесериалу «Первородные».

## Биография
Даниэль родилась в пригороде Чикаго, Хинсдейле, штат Иллинойс, в семье Джона и Джорджанн Кэмпбелл. Также у неё есть младший брат, Джонни. Агент заметил Даниэль в салоне-парикмахерской в Чикаго, в возрасте 10 лет. Её первым большим прорывом в кинокарьере стала периодическая роль в четырёх эпизодах телесериала «Побег». Также она снялась в общенациональном рекламном ролике для компании Build-A-Bear Workshop и сыграла персонажа Дарлу в фильме 2008 года «The Poker House». В 2010 году она появлялась в диснеевском фильме «Звёздная болезнь» и подписала контракт о дальнейшем сотрудничестве с этой компанией. Она сыграла в фильме «Prom» и сериале «Зик и Лютер». С 2013 по 2016 годы играла роль девушки-ведьмы Давины в спин-оффе сериала Дневники вампира — «Первородные».

## Личная жизнь
С 2015 по 2017 год Кэмпбелл встречалась с певцом Луи Томлинсоном.
С 2019 года встречается с американским актёром Колином Вуделлом, коллегой по сериалу «Первородные».
Кэмпбелл в настоящее время проживает в Лос-Анджелесе, Калифорния.

## Фильмография
| Год       |     | Русское название                  | Оригинальное название      | Роль                     |
| --------- | --- | --------------------------------- | -------------------------- | ------------------------ |
| 2006—2007 | с   | Побег                             | Prison Break               | Грэйси Холландер         |
| 2008      | ф   | Дом покера                        | The Poker House            | Дарла                    |
| 2008      | кор |                                   | Build-A-Bear Workshop      | молодая девушка          |
| 2010      | ф   | Зик и Лютер                       | Zeke and Luther            | Дэни                     |
| 2010      | ф   | Звёздная болезнь                  | Starstruck                 | Джессика Олсен           |
| 2011      | в   | Выпускной                         | Prom                       | Симона Дэниелс           |
| 2012      | ф   | До смерти красива                 | Drop Dead Diva             | Карла                    |
| 2012      | ф   | Программа защиты свидетелей Мэдеи | Madea's Witness Protection | Синди Нидлеман           |
| 2013—2018 | с   | Древние                           | The Originals              | Давина Клэр              |
| 2015      | в   |                                   | 16 South                   | Кэйти Бейкер             |
| 2016      | ф   | Гонка во имя спасения             | Race to Redemption         | Ханна Родес              |
| 2017      | с   | Беглецы                           | Runaways                   | Эйфель                   |
| 2017      | ф   | К чёрту выпускной                 | F*&% the Prom              | Мэдди                    |
| 2018      | с   | Популярна и влюблена              | Famous In Love             | Харпер Тейт              |
| 2018      | с   | Расскажи мне сказку               | Tell Me A Store            | Кайла Пауэлл, Оливия Мун |
| 2024      | с   | Новичок                           | The Rookie                 | Блэр Лондон              |

## Клипы
| Год  | Исполнитель      | Песня             |
| ---- | ---------------- | ----------------- |
| 2018 | Джесси МакКартни | «Better with You» |